# Havaika navata
Havaika navata là một loài nhện trong họ Salticidae. Loài này được phát hiện ở Hawaii.